# Gustav-Adolf-Kirche München-Ramersdorf

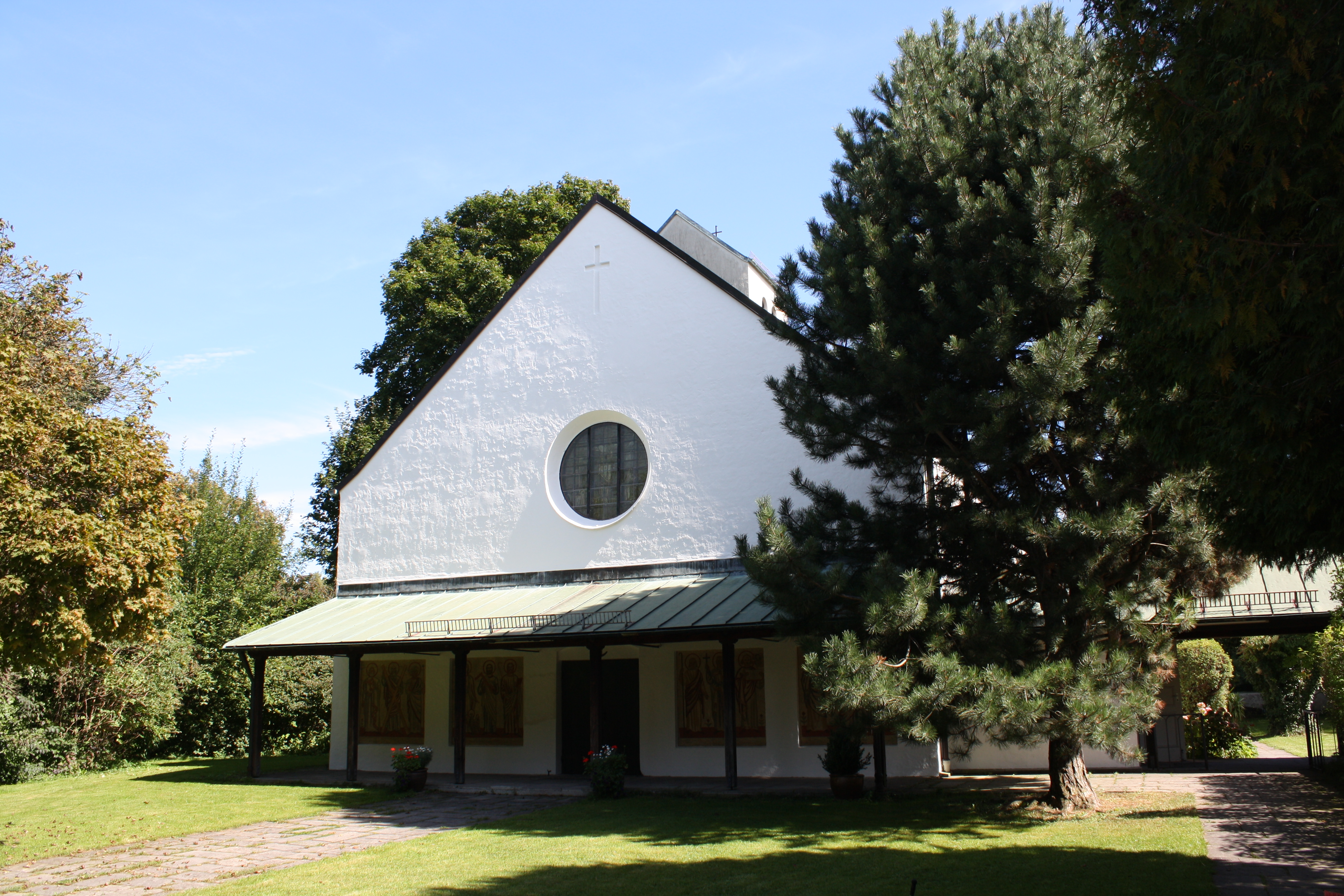
Gustav-Adolf-Kirche

Die evangelische Gustav-Adolf-Kirche ist eine der ältesten Kirchen im Prodekanatsbezirk München-Südost. Ihre Entstehung ist eng verwoben mit der Mustersiedlung Ramersdorf, einer Bauausstellung des Jahres 1934 (Deutsche Siedlungsausstellung München). Diese wurde durch den Stadtrat und Architekten Guido Harbers (1897–1977) initiiert, von dem die Entwürfe für mehrere Häuser in der Siedlung und auch jene für Kirche und Pfarrhaus stammten.

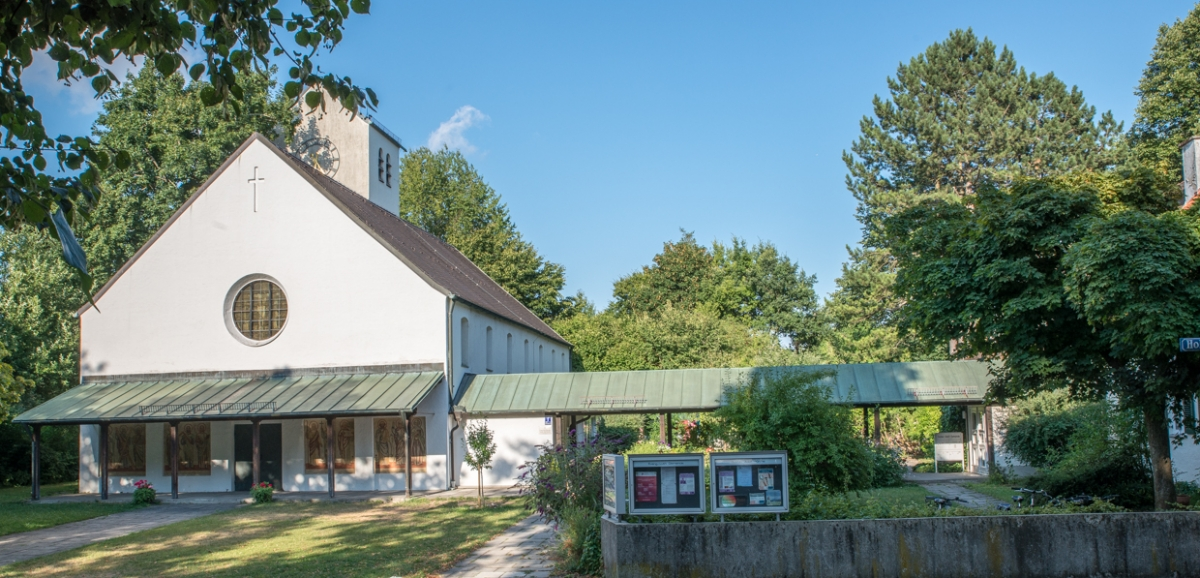
Vorderansicht der Gustav-Adolf-Kirche München im Jahr 2015

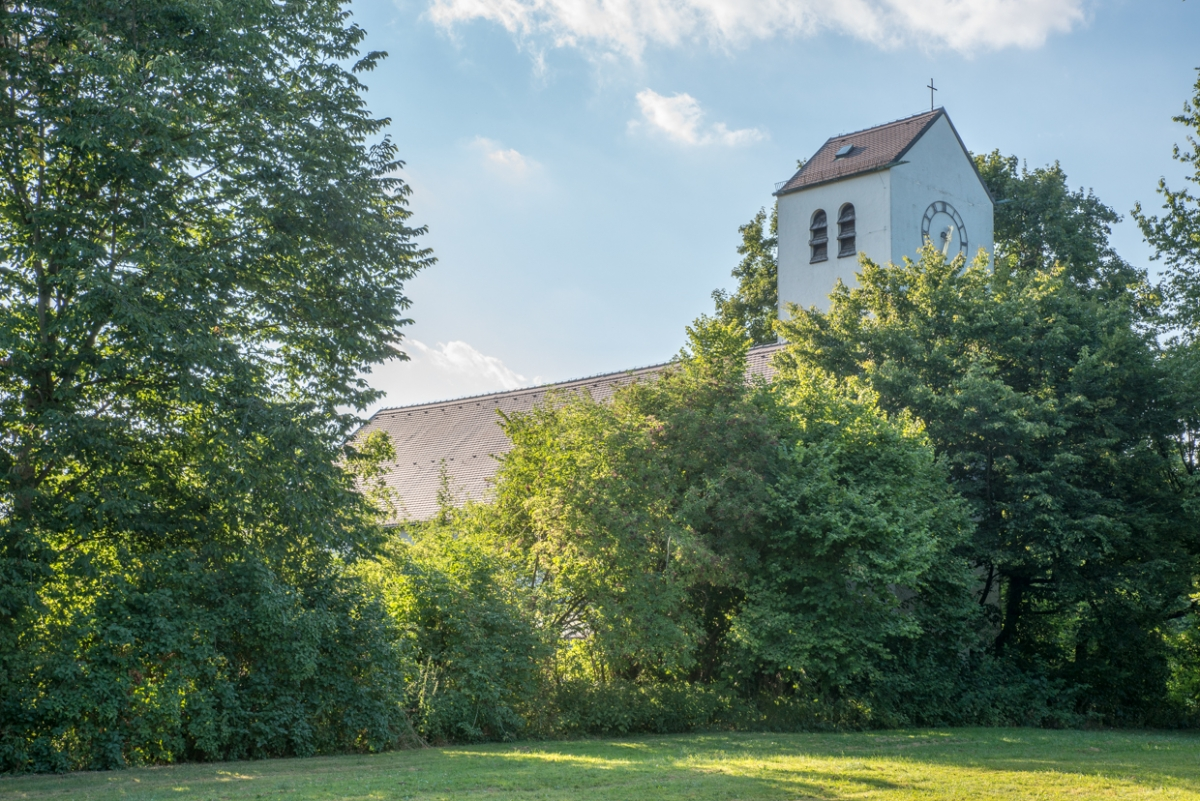
Rückansicht der Gustav-Adolf-Kirche München im Jahr 2015

## Geschichte
Seit 1931 bemühten sich die evangelischen Bürger im Münchner Osten um die Errichtung einer selbständigen Pfarrei und eines Baufonds zur Errichtung einer Kirche. Ende 1933/Anfang 1934 beschloss die Stadt München die Errichtung der Mustersiedlung. Harbers hatte von Anfang an den Plan verfolgt, an einer städtebaulich bedeutsamen Stelle dieser Siedlung eine evangelische Kirche zu schaffen. Die Grundsteinlegung fand am 18. November 1934 statt. Aufgrund günstiger Finanzierungsregelungen (Erbbaurecht), die ebenfalls Harbers zu verdanken sind, gelang es, den Kirchenbau 1935 und das Gemeindehaus 1936 zu vollenden. Die Einweihung war am 1. September 1935. Im Zweiten Weltkrieg wurde das Kirchengebäude selbst wenig beschädigt.
Harbers sah für die Kirche einen Baukörper mit 13 × 23 m und einer Traufhöhe von 6,20 m vor, sowie ein Satteldach mit 46 Grad Neigung. Der Kirchturm ist an der Nordostecke in den Baukörper eingeschoben. Über einer Grundfläche von 6 × 6 m und einer Traufhöhe von 16 m erhebt sich in gleicher Richtung ein etwas steileres Satteldach. Der Baukörper ist glatt weiß verputzt mit den auch in der Siedlung verwendeten knappen Trauf- und Ortgangausbildungen. Die Anklänge an den Baustil der Romanik durch die kleinen hochsitzenden Rundbogenfenster, die schlichte Ausstattung und den burgähnlichen Charakter entsprechen dem zeittypischen Ideal des „germanischen Stils“. Den Innenraum bestimmen die flache abgehängte Holzkassettendecke und hölzerne Emporenbrüstung. Den fensterlosen Altarraum – im Osten durch Stufen abgesetzt – schmückt ein Fresko mit der Darstellung der „Auferstehung am jüngsten Tage“ von Hermann Kaspar. Das runde Glasfenster in der Westfront wurde von der Tochter Harbers entworfen.
Das Pfarrhaus war ein eingeschossiger Walmdachbau senkrecht zur Straße situiert und mit einem überdachten offenen Gang mit der Kirche verbunden. Somit war der Außenraum der Kirche klar gegliedert in einen Vorhof im Westen und einen intimen Innenhof nach Südosten. Baubeginn war im Frühjahr 1935, ein Jahr später die Fertigstellung. Am 31. Juli 1944 wurde das Haus völlig zerstört. Erst 1951 wurde auf den alten Grundmauern ein Neubau nach den Plänen des Kirchenbauamtes mit Satteldach und höherem Kniestock ausgeführt. Als man 1962 einen größeren Gemeindesaal und Wohnungen für Beschäftigte der Kirchengemeinde benötigte, beauftragte man Guido Harbers mit der Erweiterung, der den Bau in Giebelrichtung verlängerte. So erhielt das Gebäude seine heutige Form.
Eine Erweiterung auf der Südseite für Gemeinderäume wurde 2001 angefügt. 2004 wurde zunächst der Keller mit Jugend- und Gruppenräumen saniert. 2005 folgte dann die Sanierung des Erdgeschosses mit dem Einbau einer Küche und der Neugestaltung des Gemeindesaales. Es folgte im Jahr 2014 die Ausgestaltung und Fertigstellung eines Jugendraumes und im Jahr 2015, mit dem Wechsel von Pfarrer Herzog zu Pfarrer Ammon, die komplette Sanierung des Pfarrhauses im Einklang mit dem Denkmalschutz.
Am 26. März 2022 fand die Glockenweihe von drei Bronze-Glocken statt; die drei Eisenguss-Glocken aus dem Jahr 1935 konnten nicht länger instand gehalten werden.
Heute ist die Gustav-Adolf-Kirche als Einzeldenkmal in der Bayerischen Denkmalliste unter der Nummer D-1-62-000-2755 eingetragen.

## Die Fresken an der Fassade
Im Freien unter einem Vordach links und rechts vom Eingang befinden sich vier Fresken mit je drei Figuren. Alle Figuren sind frontal stehend in antiker Tracht dargestellt und haben einen Nimbus. Ihre Ikonografie folgt der der zwölf Apostel. Jede der Figuren hat ein Attribut, an dem man jeweils erkennen könnte, welche Figur welchen Apostel darstellt. Jedoch sind die Attribute nicht eindeutig, sodass der Eindruck entsteht, es würde sich nicht um die zwölf Apostel handeln. Für diese Fresken soll der Architekt die Künstler Schilling (linke Seite) und Günther Graßmann gewonnen haben.

### Links außen
Als erstes steht Petrus. Er hält in der linken Hand den Schlüssel. Der rechte Arm hängt gerade am Körper herunter und die Handfläche zeigt offen nach vorne. Außer an dem Attribut des Schlüssels ist Petrus auch noch an seiner traditionellen Haartracht und dem gestutzten Vollbart erkennbar. Neben Petrus steht Andreas. Er hält sein Marterwerkzeug, das Schrägbalkenkreuz, mit beiden Händen vor dem Körper. Nach ihm ist es auch als Andreaskreuz benannt. Auf der anderen Seite von Andreas steht Jakobus d. Ältere. Er hält den Jakobsstab in seiner linken Hand und die rechte ist zum Segensgestus erhoben. Auf dem Kopf trägt er den Pilgerhut mit der mittig gesetzten Muschel.

### Links innen
Ein jugendlicher bartloser Mann steht als erstes. Schon daran ist er als Johannes zu erkennen. In seiner rechten Hand hält er den Kelch, das Attribut für den Jünger Johannes. Links zu seinen Füßen ist der Adler mit Nimbus zu sehen. Dies ist das Attribut Johannes des Evangelisten. Die mittlere Figur dieses Feldes zeigt Thomas, der mit beiden Händen ein Winkelmaß vor seiner Brust hält. Ihm folgt Jakobus der Jüngere. Er ist zu erkennen an der in seiner rechten Hand gehaltenen Walkerstange und dem Buch.

### Rechts innen
Die erste Figur dieser Freskenreihe ist nicht zuzuordnen. Sie hält in der rechten Hand einen Stab, vielleicht einen Wander- oder Walkerstab. Keinem der noch ausstehenden Apostel ist dieses Attribut zuzuordnen. Auch keinem Evangelisten, die an der Außenfassade Darstellung finden. In der Mitte steht wahrscheinlich Philippus mit dem Kreuz in seiner erhobenen rechten Hand. In seiner linken Hand hält er einen Stein. Dies ist jedoch das Attribut von Judas Thaddäus und Matthias. Somit ist die Zuordnung dieser Figur nicht eindeutig. Ihm folgt klar deutbar der Evangelist Matthäus. Er hält in beiden Händen ein zum Betrachter hin offenes Buch vor seiner Brust. Links neben seinem Kopf befindet sich ein Engel, sein Attribut als Evangelist.

### Rechts außen
Wieder ist die erste Figur nicht klar deutbar. Es könnte sich um den Evangelisten Lukas handeln. Er hält in der linken Hand ein Schriftband. Dabei könnte es sich um ein Schriftband für das Evangelium oder um ein Malband handeln, da Lukas auch als der Madonnenmaler bekannt ist. Die mittlere Figur ist auch nicht klar zuzuordnen. Sie hat die rechte Hand zum Segensgestus erhoben und in der linken Hand hält sie eine Stange mit einem Knaufabschluss. Dabei könnte es sich um eine stumpfe Lanze handeln. Dann wäre diese Figur als der Apostel Matthias zu deuten. Die rechte und damit letzte Figur des Zyklus ist ganz eindeutig Paulus. Er hält in der rechten Hand das Buch vor der Brust. In der Linken hält er das Schwert, durch das er höchstwahrscheinlich den Tod fand, da dies ein Hinrichtungsprivileg römischer Bürger war. Auch seine schüttere Haar- und Barttracht zeichnet ihn als Paulus aus.

### Das Altarbild
Das Altarbild der Gustav-Adolf-Kirche, ein Fresko, fordert zur Auseinandersetzung mit der Zeitgeschichte auf. Es kann grob in ein Raster aus drei Spalten und drei Reihen unterteilt werden. In der Mitte der obersten Reihe ist ein Auge mit einer daraus hervorgehenden Hand zu sehen. Rechts und links davon finden sich je zwei Cherubine, deren vier Zentren die Attribute der vier Evangelisten zeigen. In der darunter liegenden Reihe sitzt mittig Christus mit zum Segensgestus erhobener rechter Hand, flankiert von zwei Erzengeln auf jeder Seite. Auffallend ist, dass Christus entsprechend dem arischen Idealbild der Nationalsozialisten mit hellblondem Haar und blaugrauen Augen dargestellt wird. Links von ihm steht mit einem Schwert der Erzengel Michael, der in der Ideologie der 1930er Jahre mit dem germanischen Gott Wodan verbunden wurde, zudem Hermann Kaspar ihn ohne Heiligenschein darstellt. Unter dieser Gruppe liegen drei Engel mit langen Posaunen in den Händen und erwecken damit die aus den Särgen heraustretenden Toten.
Für das Altarbild gewann der Architekt der Kirche den damaligen Professor der Akademie der Bildenden Künste in München Hermann Kaspar. Die Kunstanschauung des Künstlers und die Erklärung der Darstellungsart findet sich gut in seinem Artikel: „Wesen und Aufgaben der Architekturmalerei“ in der Zeitschrift „Die Kunst im Deutschen Reich“, 1939: „Wie der autoritäre Staat unabhängig sein muss von den Rücksichten auf belanglose Einzelinteressen und einem höheren Ideal dient, so muss auch die monumentale Malerei – zwar Sinnbild der Natur – frei sein von ihren Zufälligkeiten. Diese Unabhängigkeit spricht aus jedem Teilstück alter Werke monumentaler Kunst und wird gerne als Stilisierung und Idealisierung bezeichnet, in Wirklichkeit ist dies aber der Ausdruck einer aufs Ganze und auf Einordnung gerichteten Kunstanschauung.“

### Namensherkunft

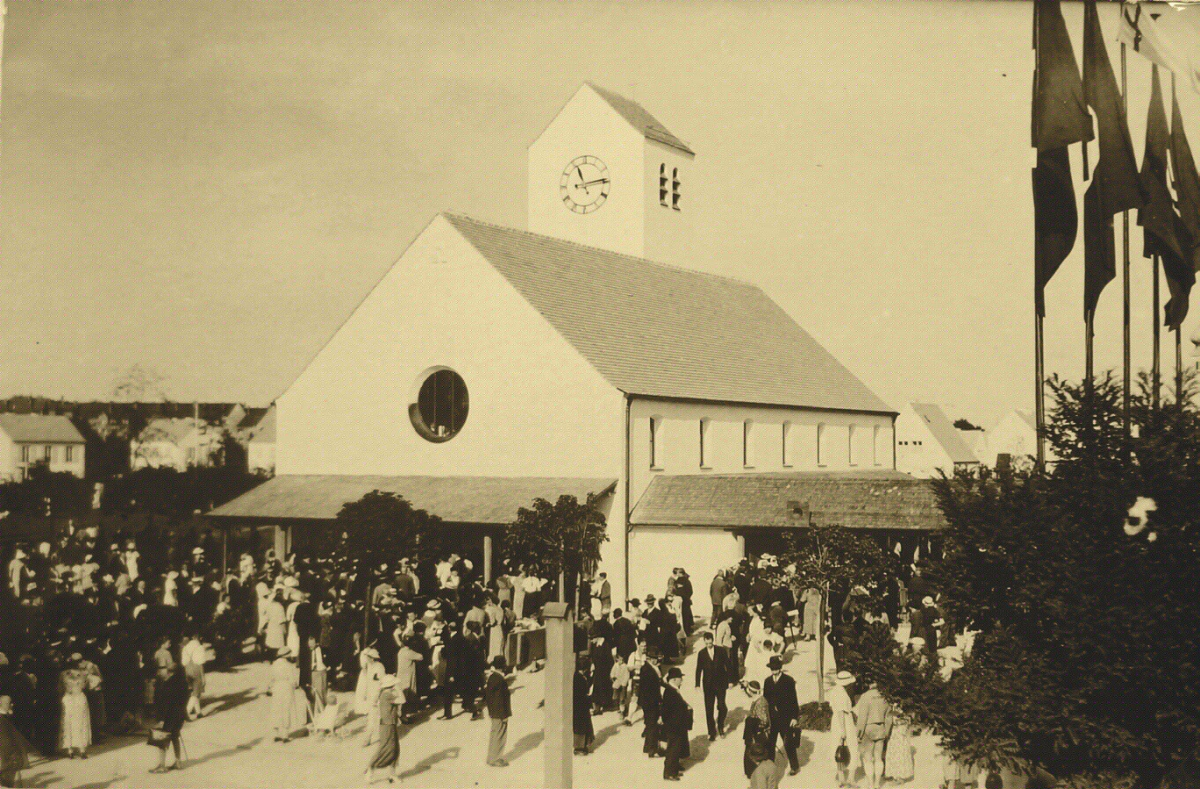
Gustav-Adolf-Kirche bei der Kirchenweihe am 1. September 1935

Am 6. November 1932 hält Pfarrer Bomhard von St. Paulus einen Vortrag über den Schwedenkönig Gustav Adolf, über dessen Leben und Wirken anlässlich seines 300. Todestages. Das Jubiläumsjahr des Königs war sicherlich mit ausschlaggebend für die spätere Namensgebung der Kirche. Kann man dieser Namensgebung ein gewisses kämpferisches Selbstbewusstsein nicht absprechen, schließlich war Gustav Adolf kriegerischer Schutzherr der Protestanten in Deutschland, so hätte sie sich andrerseits auch als ein mehr oder weniger subtiler Affront verstehen lassen. Findet sich doch in der nicht weit entfernten, gut bekannten katholischen Wallfahrtskirche St. Maria Ramersdorf ein einschlägiges Votivbild. Das Bild zeigt die Freilassung von dreißig Geiseln Gustav Adolfs, die im Dreißigjährigen Krieg erst nach dreijähriger Haft in Augsburg freikamen.

## Orgel

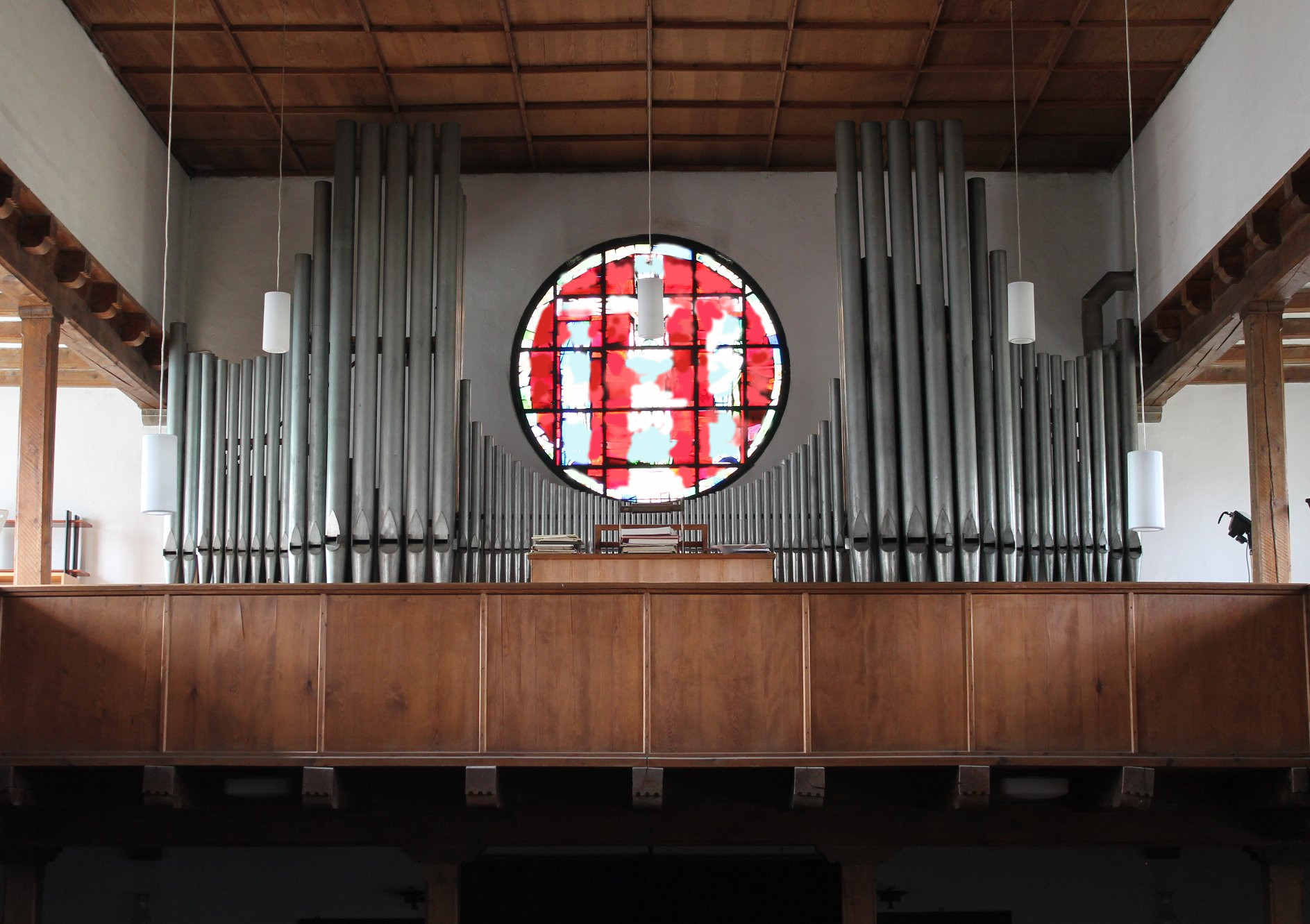
Prospekt der Moser-Orgel von 1936

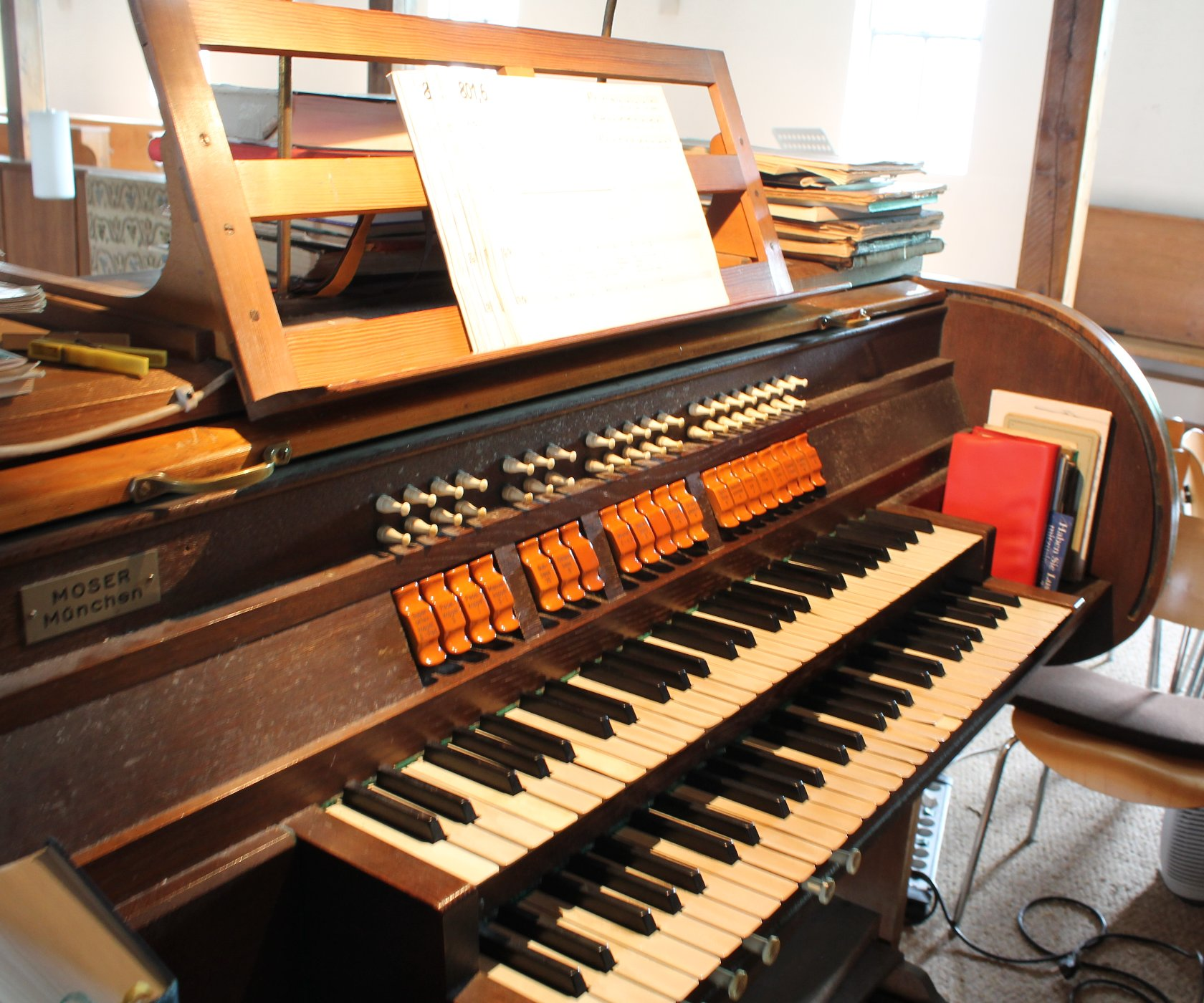
Spieltisch der Moser-Orgel

Die von Albert Moser 1936 erbaute Orgel umfasst 13 Register auf zwei Manuale und Pedal. Sie verfügt über eine pneumatischer Traktur und hat folgende Disposition:
| I. Manual C–f3 |    |
| Großgedackt    | 8′ |
| Principal      | 4′ |
| Gemshorn       | 2′ |
| Mixtur III–IV  |    |

| II. Manual C–f3 |    |
| Spillflöte      | 8′ |
| Quintade        | 8′ |
| Gedacktpommer   | 4′ |
| Principal       | 2′ |
| Sifflöte        | 1′ |
| Zymbel III      |    |
| Krummhorn       | 8′ |
| Tremulant       |    |

| Pedal C–d1 |     |
| Subbaß     | 16′ |
| Oktavbaß   | 08′ |

- Koppeln: II/I, I/P, II/P, II/P 4′